# ماکیتو ایتو
ماکیتو ایتو (انگلیسی: Makito Ito؛ زادهٔ ۱۸ اکتبر ۱۹۹۲) بازیکن فوتبال اهل ژاپن است.